# Montureux-lès-Baulay
Montureux-lès-Baulay est une commune française située dans le département de la Haute-Saône, la région culturelle et historique de Franche-Comté et la région administrative Bourgogne-Franche-Comté.

## Géographie

### Localisation
Montureux-les-Baulay est un village du pays d'Armance.

### Communes limitrophes
Les communes limitrophes sont Tartécourt, Baulay, Buffignécourt, Cendrecourt, Fouchécourt, Gevigney-et-Mercey, Jussey et Venisey.

### Géologie et relief
Le sous-sol de la commune se compose essentiellement de calcaires et de marnes du lias, avec la présence d'alluvions dans le cours des rivières.

### Hydrographie
Le territoire communal est limité au sud par le lit de la Saône, l'un des principaux affluents du fleuve le Rhône. L'écluse n°3 se situe à la fin du bief de Montureux-les-Baulay.
Les ruisseaux de Chasseaux, de Champey, de la Sacquelle et de Révillon y confluent.
En amont de la rivière existait un moulin dit " de Bossey", construit sur la rive gauche de la Saône. Il est décrit comme ayant une existence fort ancienne dans un document d'archive datant 1857 provenant du service hydraulique du département de la Haute-Saône.

### Climat
Pour des articles plus généraux, voir Climat de la Bourgogne-Franche-Comté et Climat de la Haute-Saône.
En 2010, le climat de la commune est de type climat des marges montargnardes, selon une étude du Centre national de la recherche scientifique s'appuyant sur une série de données couvrant la période 1971-2000. En 2020, Météo-France publie une typologie des climats de la France métropolitaine dans laquelle la commune est dans une zone de transition entre le climat océanique altéré et le climat océanique altéré et est dans la région climatique Lorraine, plateau de Langres, Morvan, caractérisée par un hiver rude (1,5 °C), des vents modérés et des brouillards fréquents en automne et hiver.
Pour la période 1971-2000, la température annuelle moyenne est de 10,1 °C, avec une amplitude thermique annuelle de 17,2 °C. Le cumul annuel moyen de précipitations est de 938 mm, avec 12,8 jours de précipitations en janvier et 9,5 jours en juillet. Pour la période 1991-2020, la température moyenne annuelle observée sur la station météorologique installée sur la commune est de 10,9 °C et le cumul annuel moyen de précipitations est de 907,3 mm. 
La température maximale relevée sur cette station est de 40,8 °C, atteinte le 25 juillet 2019 ; la température minimale est de −25 °C, atteinte le 26 février 1986,,.
| Mois                                  | jan.           | fév.           | mars           | avril         | mai           | juin          | jui.          | août           | sep.          | oct.            | nov.             | déc.            | année     |
| ------------------------------------- | -------------- | -------------- | -------------- | ------------- | ------------- | ------------- | ------------- | -------------- | ------------- | --------------- | ---------------- | --------------- | --------- |
| Température minimale moyenne (°C)     | −1             | −1,1           | 1              | 3,4           | 7,8           | 11,3          | 13            | 12,6           | 9             | 6,1             | 2,4              | −0,1            | 5,4       |
| Température moyenne (°C)              | 2,4            | 3,4            | 6,8            | 10,1          | 14,4          | 18,1          | 20            | 19,6           | 15,4          | 11,2            | 6,2              | 3,1             | 10,9      |
| Température maximale moyenne (°C)     | 5,9            | 7,9            | 12,7           | 16,9          | 21            | 24,9          | 27            | 26,6           | 21,9          | 16,4            | 10,1             | 6,4             | 16,5      |
| Record de froid (°C) date du record   | −23 09.01.1985 | −25 26.02.1986 | −16,2 01.03.05 | −7,6 08.04.03 | −3 04.05.1985 | 1 04.06.01    | 4,5 03.07.11  | 2,2 30.08.1998 | −0,7 30.09.02 | −8,5 31.10.1997 | −11,6 23.11.1998 | −17,4 20.12.09  | −25 1986  |
| Record de chaleur (°C) date du record | 16,2 08.01.14  | 22,5 27.02.19  | 26 30.03.21    | 30,2 25.04.07 | 33 24.05.09   | 38,4 26.06.19 | 40,8 25.07.19 | 39,4 12.08.03  | 34 14.09.20   | 29 07.10.09     | 23,2 07.11.15    | 18,5 16.12.1989 | 40,8 2019 |
| Précipitations (mm)                   | 73,3           | 61,5           | 64,5           | 61,2          | 80,7          | 73,6          | 78            | 79,5           | 72            | 84,8            | 86,6             | 91,6            | 907,3     |

| Diagramme climatique                                  |             |           |             |           |              |        |              |         |             |             |             |
| J                                                     | F           | M         | A           | M         | J            | J      | A            | S       | O           | N           | D           |
| 5,9−173,3                                             | 7,9−1,161,5 | 12,7164,5 | 16,93,461,2 | 217,880,7 | 24,911,373,6 | 271378 | 26,612,679,5 | 21,9972 | 16,46,184,8 | 10,12,486,6 | 6,4−0,191,6 |
| Moyennes : • Temp. maxi et mini °C • Précipitation mm |             |           |             |           |              |        |              |         |             |             |             |

Les paramètres climatiques de la commune ont été estimés pour le milieu du siècle (2041-2070) selon différents scénarios d'émission de gaz à effet de serre à partir des nouvelles projections climatiques de référence DRIAS-2020. Ils sont consultables sur un site dédié publié par Météo-France en novembre 2022.

### Paysages
Le village fait partie de la sous-unité paysagère de la Haute Vallée de la Saône et du Coney. Il est caractérisé par le cours de la Saône, encore non calibrée, et par les biefs de navigation, construits lors de sa canalisation.

## Urbanisme

### Typologie
Au 1er janvier 2024, Montureux-lès-Baulay est catégorisée commune rurale à habitat dispersé, selon la nouvelle grille communale de densité à sept niveaux définie par l'Insee en 2022.
Elle est située hors unité urbaine et hors attraction des villes,.

### Occupation des sols

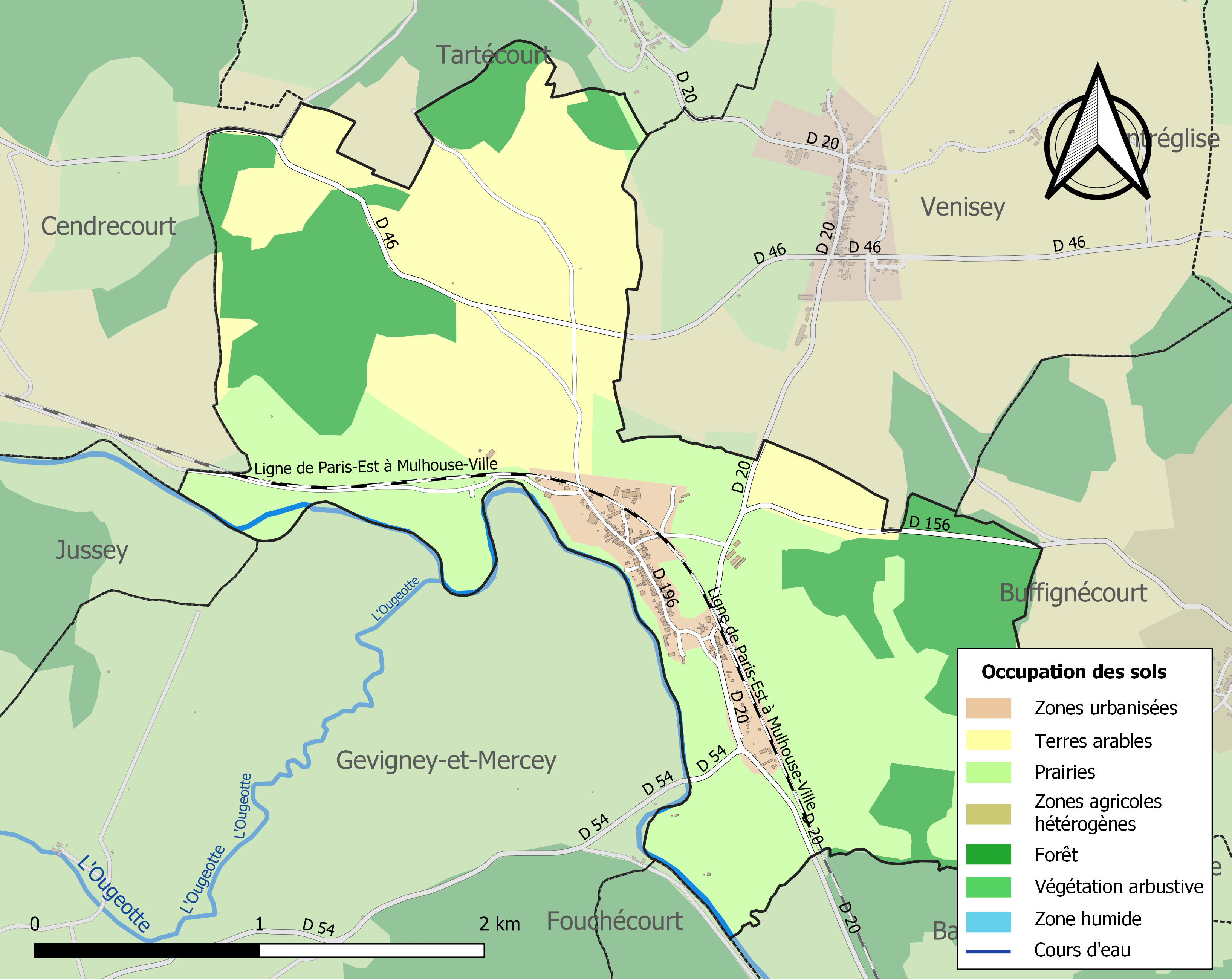
Carte des infrastructures et de l'occupation des sols de la commune en 2018 (CLC).

L'occupation des sols de la commune, telle qu'elle ressort de la base de données européenne d’occupation biophysique des sols Corine Land Cover (CLC), est marquée par l'importance des territoires agricoles (69 % en 2018), en diminution par rapport à 1990 (70 %). La répartition détaillée en 2018 est la suivante : 
prairies (39,9 %), terres arables (29,1 %), forêts (25,2 %), zones urbanisées (5,8 %). L'évolution de l’occupation des sols de la commune et de ses infrastructures peut être observée sur les différentes représentations cartographiques du territoire : la carte de Cassini (XVIIIe siècle), la carte d'état-major (1820-1866) et les cartes ou photos aériennes de l'IGN pour la période actuelle (1950 à aujourd'hui).

### Morphologie urbaine
Le bourg se caractérise par une organisation en village-rue, parallèle à la Saône, une structure classique en Lorraine, située à peu de distance.

### Habitat et logement
En 2020, le nombre total de logements dans la commune était de 91, alors qu'il était de 86 en 2015 et de 103 en 2010.
Parmi ces logements, 77,9 % étaient des résidences principales, 10 % des résidences secondaires et 12,2 % des logements vacants. Ces logements étaient pour 96,7 % d'entre eux des maisons individuelles et pour 2,2 % des appartements.
Le tableau ci-dessous présente la typologie des logements à Montureux-lès-Baulay en 2020 en comparaison avec celle de la Haute-Saône et de la France entière. Une caractéristique marquante du parc de logements est ainsi une proportion de résidences secondaires et logements occasionnels (10 %) supérieure à celle du département (6,2 %) et à celle de la France entière (9,7 %). Concernant le statut d'occupation de ces logements, 77 % des habitants de la commune sont propriétaires de leur logement (75 % en 2015), contre 68,8 % pour la Haute-Saône et 57,5 pour la France entière.
| Typologie                                               | Montureux-lès-Baulay | Haute-Saône | France entière |
| ------------------------------------------------------- | -------------------- | ----------- | -------------- |
| Résidences principales (en %)                           | 77,9                 | 83          | 82,1           |
| Résidences secondaires et logements occasionnels (en %) | 10                   | 6,2         | 9,7            |
| Logements vacants (en %)                                | 12,2                 | 10,7        | 8,2            |

## Toponymie
Le village de Montureux-lès-Baulay tirerait son nom de Monasteriolo, évoluant en Mostéruel et Monstureul qui signifie monastère. Il existait un monastère au lieu-dit la « fontaine aux nonnes » aujourd'hui la Louvière à 1200 mètres sud-ouest du village, ces terrains étant dits « terrains bénis »[réf. nécessaire].

## Histoire

### Moyen Âge
D'après les archives, le pape Jean VIII s'y arrêta en 878 alors qu'il gagnait l'Italie après le concile de Troyes où il avait béni le roi Louis le Bègue. En haut de la colline des vignes se trouvait l'ermitage de sainte Colombe qui dominait la Saône ; on y trouvait la source Sainte-Claire aux pouvoirs de nettoyer et désinfecter les yeux[réf. nécessaire].
Ce couvent disparait vers les IXe ou Xe siècle.
L'époque de fondation du village est difficile à dater mais les premiers seigneurs de Monthureux apparaissent vers 1250.

### Temps modernes
En 1596, le fief de Montureux appartient à François de Saint-Martin. À cette époque, l'abbaye de Cherlieu y posséde également des terres et droits seigneuriaux.
Un ermitage de Saint-Jean-Baptiste est signalé au XVIIIe siècle, probable successeur d'un ancien de l'ancien couvent situé au lieu-dit Les Nonnes.

### Époque contemporaine
La commune a disposé d'une gare sur la ligne de Paris-Est à Mulhouse-Ville, ouverte par étapes de 1856 à 1858, et qui facilitait les déplacements et le transport des marchandises.

## Politique et administration

### Rattachements administratifs et électoraux

#### Rattachements administratifs
Montureux-lès-Baulay fait partie de l'arrondissement de Vesoul du département de la Haute-Saône
La commune faisait partie depuis 1793 du canton d'Amance. Dans le cadre du redécoupage cantonal de 2014 en France, cette circonscription administrative territoriale a disparu, et le canton n'est plus qu'une circonscription électorale.

#### Rattachements électoraux
Pour les élections départementales, la commune fait partie depuis 2014 du canton de Port-sur-Saône.
Pour l'élection des députés, elle fait partie de la première circonscription de la Haute-Saône.

### Intercommunalité
La commune était membre de la Communauté de communes Agir ensemble, créée en 1994.
L'article 35 de la loi n° 2010-1563 du 16 décembre 2010 « de réforme des collectivités territoriales » prévoyant d'achever et de rationaliser le dispositif intercommunal en France, et notamment d'intégrer la quasi-totalité des communes françaises dans des EPCI à fiscalité propre, dont la population soit normalement supérieure à 5 000 habitants, les communautés de communes : 
- Agir ensemble ;  
- de la Saône jolie ; 
- des six villages ; 
et les communes isolées de Bourguignon-lès-Conflans, Breurey-lès-Faverney et Vilory ont été regroupées pour former le 1er janvier 2014 la communauté de communes Terres de Saône, dont est désormais membre la commune.

### Liste des maires
| Période                                  | Période                        | Identité            | Étiquette | Qualité                        |
| ---------------------------------------- | ------------------------------ | ------------------- | --------- | ------------------------------ |
| Les données manquantes sont à compléter. |                                |                     |           |                                |
|                                          |                                |                     |           |                                |
| avant 1988                               |                                | Daniel Hugot        | PCF       |                                |
|                                          |                                |                     |           |                                |
| 2001                                     | mai 2023                       | Marcel Bernard,     |           | Retraité SNCF Mort en fonction |
| septembre 2023                           | En cours (au 30 novembre 2023) | Jean-Pierre Chalmey |           | Agriculteur                    |

## Équipements et services publics
La commune dispose d'une agence postale.

## Population et société

### Démographie
L'évolution du nombre d'habitants est connue à travers les recensements de la population effectués dans la commune depuis 1793. Pour les communes de moins de 10 000 habitants, une enquête de recensement portant sur toute la population est réalisée tous les cinq ans, les populations de référence des années intermédiaires étant quant à elles estimées par interpolation ou extrapolation. Pour la commune, le premier recensement exhaustif entrant dans le cadre du nouveau dispositif a été réalisé en 2007.

En 2022, la commune comptait 159 habitants, en évolution de +3,25 % par rapport à 2016 (Haute-Saône : −1,4 %, France hors Mayotte : +2,11 %).
| 1793 | 1800 | 1806 | 1821 | 1831 | 1836 | 1841 | 1846 | 1851 |
| ---- | ---- | ---- | ---- | ---- | ---- | ---- | ---- | ---- |
| 319  | 338  | 326  | 322  | 336  | 337  | 380  | 382  | 384  |

| 1856 | 1861 | 1866 | 1872 | 1876 | 1881 | 1886 | 1891 | 1896 |
| ---- | ---- | ---- | ---- | ---- | ---- | ---- | ---- | ---- |
| 387  | 399  | 399  | 377  | 353  | 368  | 431  | 370  | 331  |

| 1901 | 1906 | 1911 | 1921 | 1926 | 1931 | 1936 | 1946 | 1954 |
| ---- | ---- | ---- | ---- | ---- | ---- | ---- | ---- | ---- |
| 337  | 324  | 294  | 265  | 232  | 231  | 238  | 247  | 247  |

| 1962 | 1968 | 1975 | 1982 | 1990 | 1999 | 2006 | 2007 | 2012 |
| ---- | ---- | ---- | ---- | ---- | ---- | ---- | ---- | ---- |
| 250  | 231  | 171  | 160  | 161  | 150  | 166  | 168  | 158  |

| 2017 | 2022 | - | - | - | - | - | - | - |
| ---- | ---- | - | - | - | - | - | - | - |
| 156  | 159  | - | - | - | - | - | - | - |

## Culture locale et patrimoine

### Lieux et monuments
- Église : elle trouve son origine dans la chapelle des comtes de Montlezun, liée au château tout proche. En 1802, une nouvelle église est bâtie, qui conserve le clocher et le portail gothique de l'église du château médiéval[26]. La nef actuelle est perpendiculaire à l'église primitive et huit fenêtres garnies de verrières (et non de vitraux teintés) sont ouvertes. L'intérieur a été rénové en 1957 et les fenêtres remplacées par des vitraux. La toiture a été refaite en 1976 et les travaux de rénovation se poursuivent depuis lors, avec une nouvelle tranche engagée en 2015[27].
- Château : il est situé à l'emplacement d'un château médiéval, qui est acquis après la Révolution par un officier de santé des armées de Napoléon. Le neveu de ce dernier détruit ce qui en reste et construit vers 1830-1850 le château néo-classique actuel.

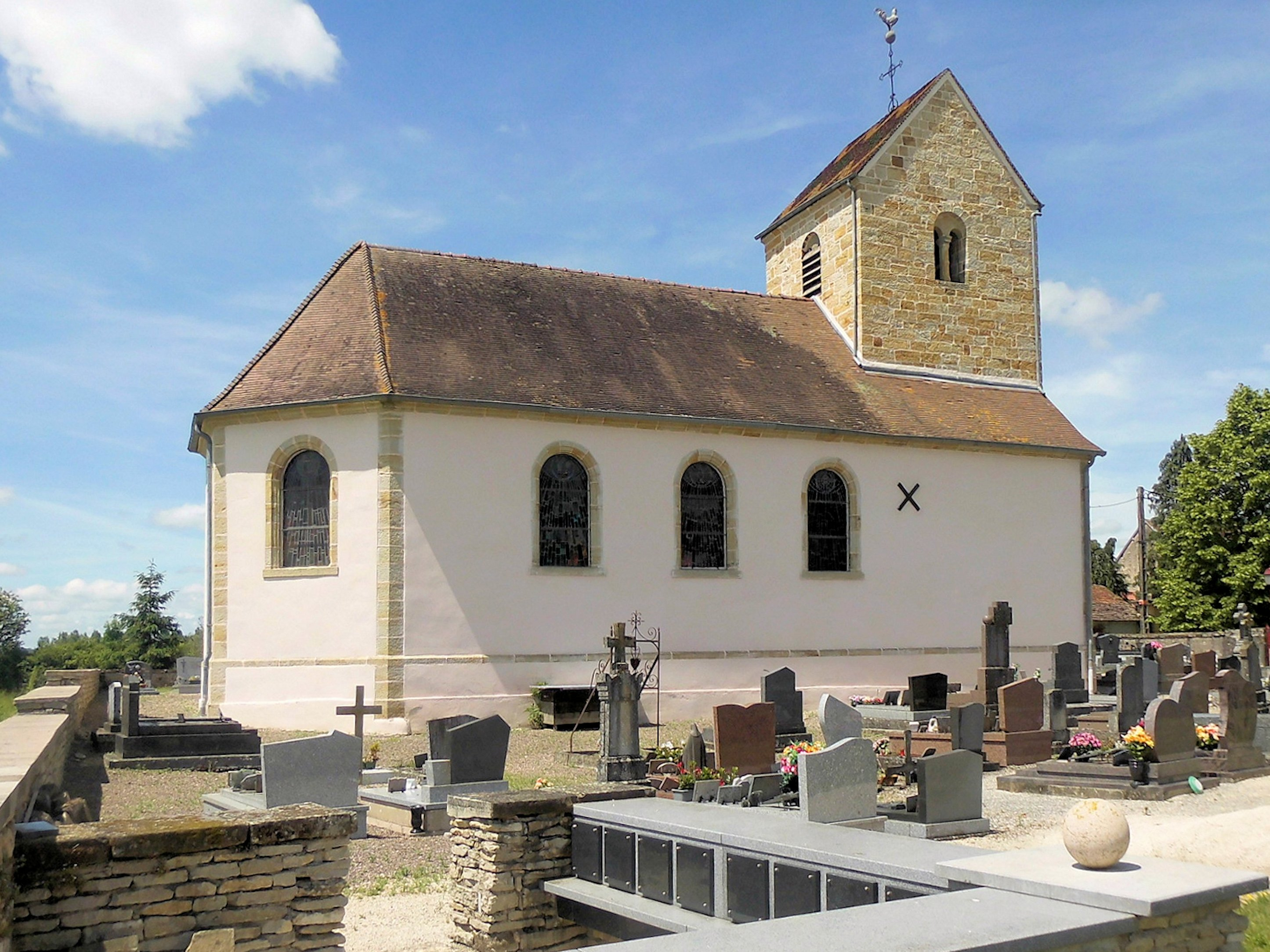
L'église Saint-Pierre.
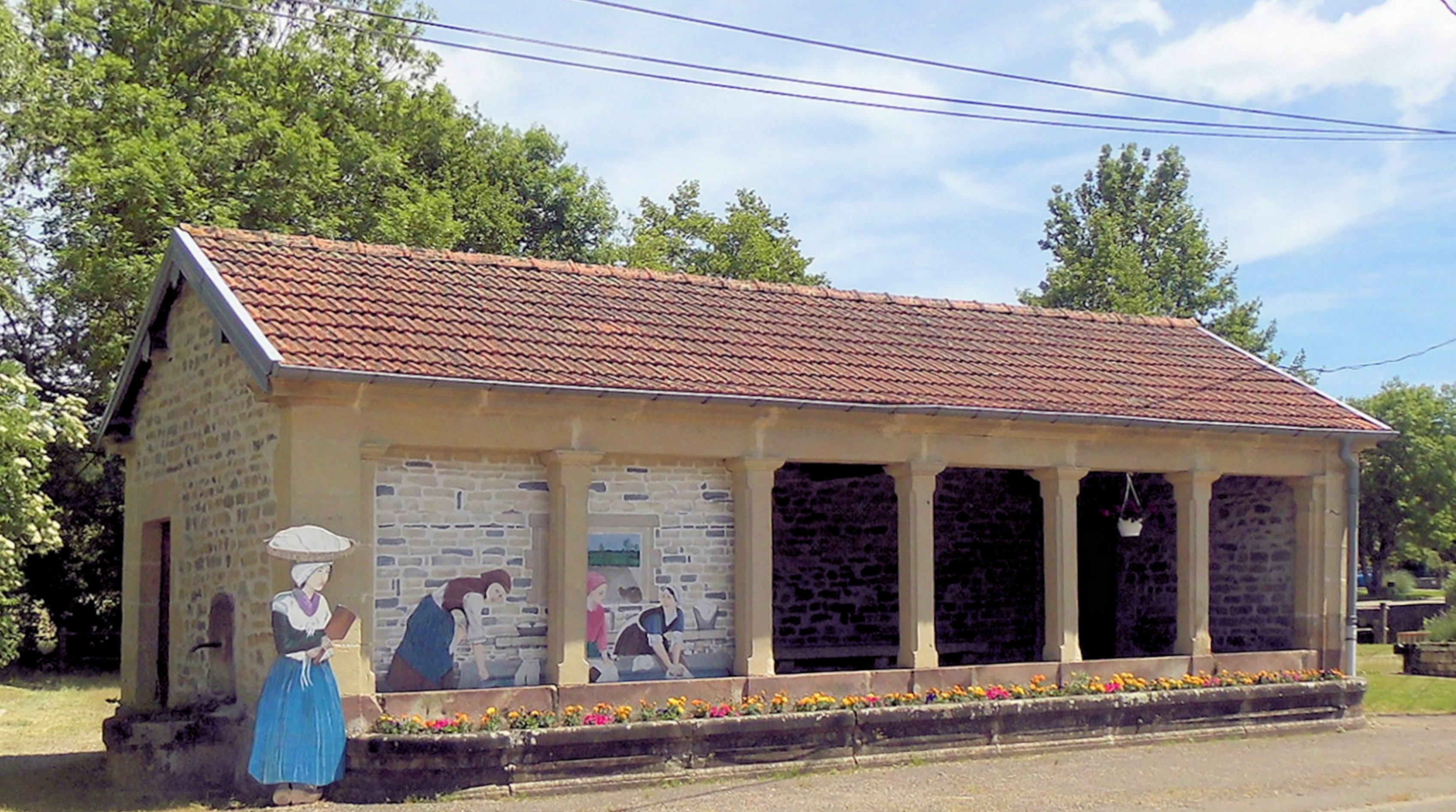
Le lavoir sur la Grande rue

### Personnalités liées à la commune
- Charles Cencelme (1878-1937), ingénieur agricole, maire de Lons-le-Saunier en 1936 et sénateur du Jura de 1933 à 1937 est né sur la commune en 1878[28].

### Héraldique
| Blason de Montureux-lès-Baulay | Blason  | D'or à la bande d'azur.                          |
| Blason de Montureux-lès-Baulay | Détails | Le statut officiel du blason reste à déterminer. |